# یرو (سلنگه)
شهرستان یِرو (به زبان مغولی: Ерөө сум، [Yeröö sum]؛ ᠢᠷᠦᠭᠡ ᠰᠤᠮᠤ، [irüge sumu]) یک شهرستان (سُوم) در کشور مغولستان است که در استان سلنگه واقع شده‌است. یِرو ۸٬۲۰۳٫۵۱ کیلومتر مربع مساحت دارد.

## تقسیمات اداری
شهرستان یِرو متشکل از ۳ قصبه (باغ) می‌باشد، شامل:
- بوراغچین (مغولی: Буурагчин баг، [Buuragčin bag]؛ ᠪᠠᠭᠤᠷᠠᠭᠴᠢᠨ ᠪᠠᠭ، [baɣuraɣčin baɣ])
- بوغانت (مغولی: Бугант баг، [Bugant bag]؛ ᠪᠤᠭᠤᠨᠲᠤ ᠪᠠᠭ، [buɣuntu baɣ])
- تابین (مغولی: Тавин баг، [Tavin bag]؛ ᠲᠠᠪᠢᠨ ᠪᠠᠭ، [tabin baɣ])